# Mikulewszczyzna (rejon smorgoński)
Mikulewszczyzna (biał. Мікулеўшчына; ros. Микулевщина) − wieś na Białorusi, w obwodzie grodzieńskim, w rejonie smorgońskim, w sielsowiecie Krewo.

## Historia
W czasach zaborów wieś rządowa w okręgu wiejskim Rakowce, w gminie Krewo, w powiecie oszmiańskim, w guberni wileńskiej Imperium Rosyjskiego. W 1866 roku liczyła 189 mieszkańców w 16 domach, należała do dóbr Łosk. W 1905 roku wieś liczyła 11 mieszkańców, 231 dziesięcin.
W latach 1921–1945 wieś leżała w Polsce, w województwie wileńskim, w powiecie oszmiańskim, w gminie Krewo.
W 1931 wieś w 37 domach zamieszkiwało 201 osób.
Wierni należeli do parafii rzymskokatolickiej i prawosławnej w Łosku. Miejscowość podlegała pod Sąd Grodzki w Smorgoniach i Okręgowy w Wilnie; właściwy urząd pocztowy mieścił się w Krewie.
Po II wojnie światowej w granicach Związku Sowieckiego. Od 1991 w niepodległej Białorusi.